# BMW 501/502
BMW 501/502 — сімейство великих седанів від компанії BMW. Технічною основою сімейства стали довоєнні розробки BMW, але організувати серійний випуск вдалося лише восени 1952 року. Тривав він до 1964 року. На базі сімейства 501/502 були створені спорткупе BMW 503 та BMW 3200 CS.

## Історичний контекст

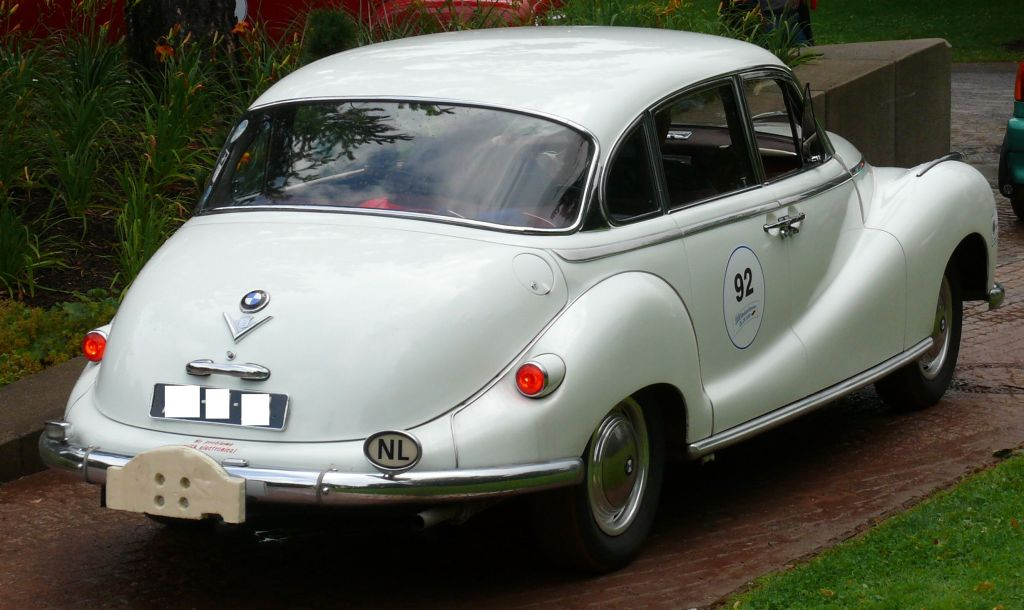
BMW 502 V8 3,2 л

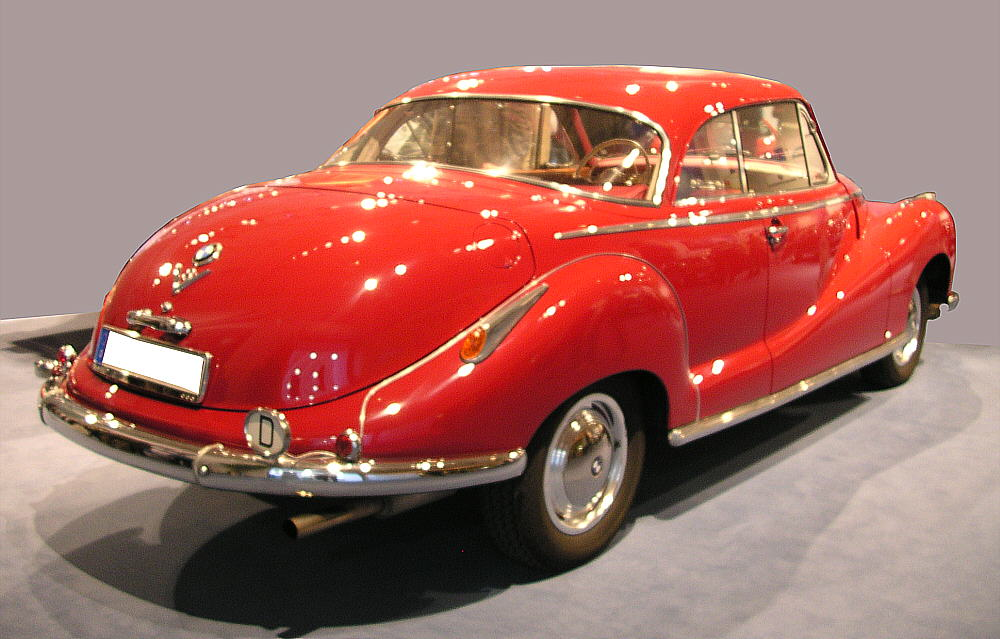
BMW 502 Coupé

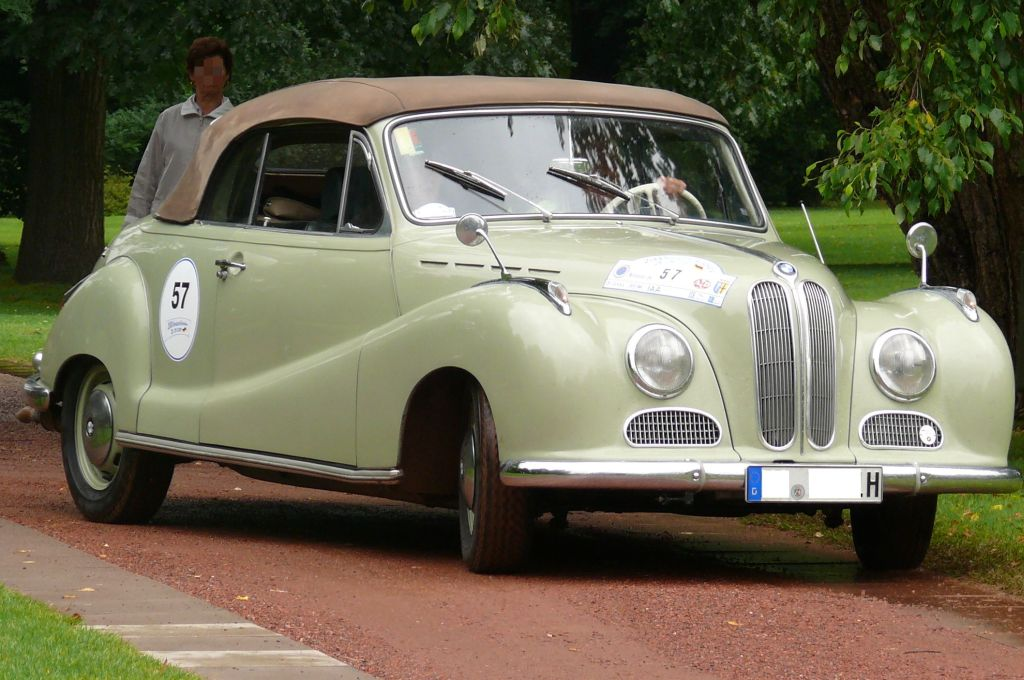
BMW 501 V8 Cabriolet

Після Другої світової війни компанія BMW опинилася у вкрай важкому становищі.

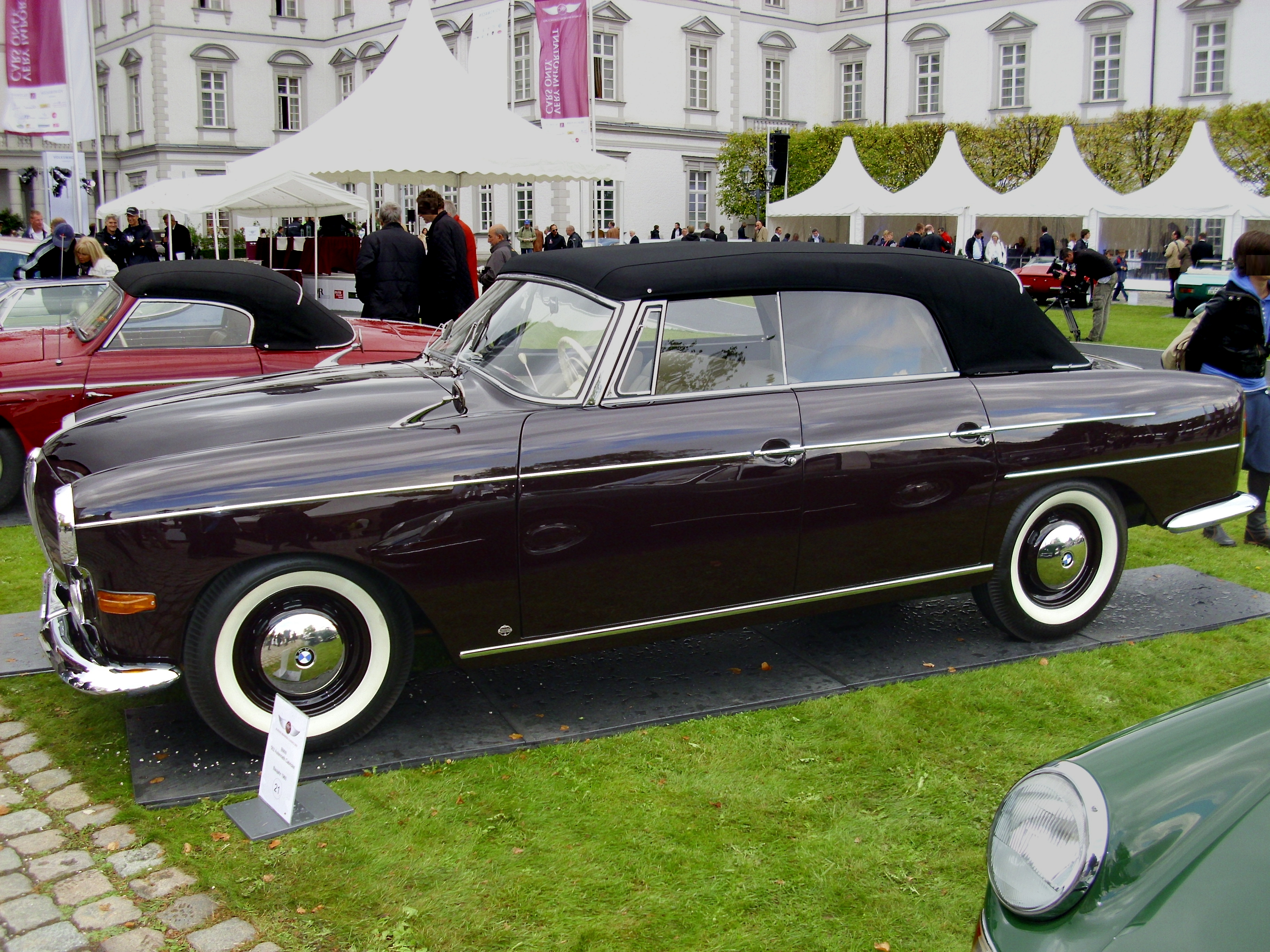
BMW 502 Autenrieth 1960

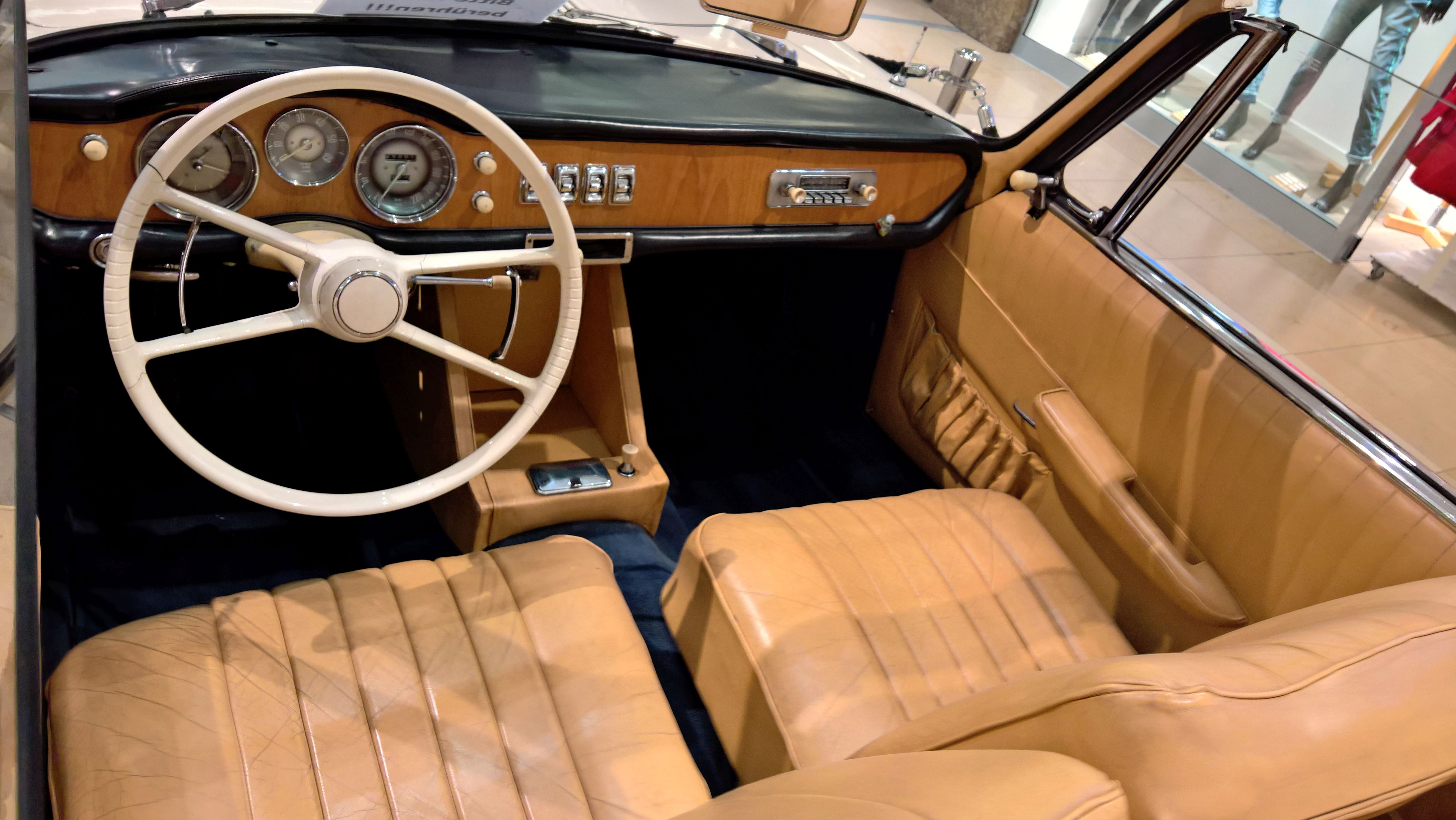

Найбільший завод в Ейзенасі знаходився в радянській зоні окупації і фактично отримав повну незалежність від головного офісу компанії. Незабаром він почав випускати (в основному, для репараційних поставок в СРСР) модернізовану версію довоєнного седана BMW 326, названу спочатку BMW 340 — в ній характерні для BMW ґрати радіатора з двома вертикальними «ніздрями» були замінені на більш сучасні, з горизонтальними брусами (як у ГАЗ-М20 «Перемога»). Між 1948 і 1949 роками BMW 340 перетворилася в EMW 340 (від Eisenacher), а заводський знак з синьо-білого «вентилятора» BMW перетворився на такий же, але червоно-білий «вентилятор». Випускався цей автомобіль до 1953 року, і згодом шляху BMW і EMW остаточно розійшлися. На заводі в Ейзенасі згодом випускали малолітражки Wartburg.
Завод що залишився в Мюнхені в роки війни випускав авіадвигуни, і був повністю зруйнований авіацією союзників. Його відновлення зайняло багато років.

## 501
Автомобіль був запущений в серію лише в 1952 році. Спочатку на нього встановлювався слабкий для важкого автомобіля рядний шестициліндровий двигун об'ємом 1971 см³, що розвивав всього 65 к.с. і розганяє автомобіль до 135 км/год, що не дозволяло на рівних змагатися з новітніми моделями Mercedes-Benz. В іншому, автомобіль був досить сучасний — на ньому були застосовані гнуті скла, деталі з легких сплавів і інші технічні нововведення. Однак, дизайн автомобіля був відсталим — напівпонтонний кузов з плавним переходом від передніх крил до задніх у ті роки активно витіснялися повністю понтонними (як у «Перемоги»). На відміну від EMW, мюнхенські BMW зберегли фірмову решітку радіатора з двома вертикальними «ніздрями». Дизайн автомобіля був дуже самобутнім і красивим, у себе на батьківщині ці машини отримали прізвисько «Ангел Бароко» (нім. «Barockengel»).
У 1955 році автомобіль отримав шестициліндровий двигун робочим об'ємом 2077 см³, що розвивав 72 к.с.

### Двигуни
- 1971 cc M337/1 I6 65 к.с. (501)
- 1971 cc M337/2 I6 65 к.с. (501A/501B)
- 2077 cc M337/3 I6 72 к.с. (501/3)
- 2580 cc M502/1 V8 95 к.с. (501 V8)

## 502
Практично одночасно була запущена в серію і восьмициліндрова версія (2580 см³, 100 к.с., 160 км/год), що отримала позначення BMW 502. Поява цієї модифікації дозволило не тільки зрівнятися з Mercedes-Benz, а й випередити його, оскільки перший Штутгартський V8 з'явився тільки в 1963 році. У 1958 році виробництво шестициліндрових 501-их було припинено.
Так само, кузовне ательє Baur на базі BMW 502 випускало купе і кабріолети.

### Двигун
- 2580 cc M502/1 V8 100 к.с. (502)

## BMW 2.6 і 2.6 Luxus
Позначення моделей 501 і 502 були припинені в 1958 році, коли 501 V8 було перейменовано на BMW 2.6, а 502 було перейменовано на 2.6 Luxus. Автомобілі залишалися під цими позначеннями моделей до 1961 року лише з двома помітними змінами: гідропідсилювач керма став опцією в 1959 році, тоді як передні дискові гальма були додані в 1960 році.

### BMW 2600 і 2600L
У 1961 році позначення моделей були знову змінені на 2600 і 2600L. Двигун у 2600L був налаштований на 110 кінських сил (82 кВт). Виробництво закінчилося в 1963 році.

### Двигуни
- 2580 cc M502/1 V8 100 к.с. (2.6)
- 2580 cc M502/1 V8 110 к.с. (2.6 Luxus)
- 2580 cc M502/110 V8 110 к.с. (2600L)

## BMW 3.2 і 3.2 Super
Подальший розвиток двигуна V8 було представлено на Франкфуртському автосалоні 1955 року. Він мав отвір діаметром 82 міліметри (3,2 дюйма), що давало об’єм 3168 кубічних сантиметрів. Двигун дебютував у чотирьох нових автомобілях на виставці: двомісний кабріолет 507, купе 503, прототип лімузина 505 і BMW 3.2, розробка 502, яка не мала номера моделі та ідентифікувалася просто за робочим об'ємом у літрах. Як і в 3.2 і 505, двигун мав ступінь стиснення 7,2:1, порівняно з 7,0:1 у оригінального двигуна 2,6 L V8. У цій моделы двигун давав 120 кінських сил (89 кВт. Кінцеве передавальне число було підвищено з 4,225:1 на седанах з меншим двигуном до 3,89:1 на 3,2, щоб зменшити споживання палива більшим двигуном.
У 1957 році був випущений 3.2 Super з двигуном 140 кінських сил (100 кВт). 3.2 і 3.2 Super випускалися під цими позначеннями моделей до 1961 року лише з двома помітними змінами: гідропідсилювач керма став опцією в 1959 році, а передні дискові гальма були додані до 3.2 Super у жовтні 1959 року та до 3.2 у 1960 році.

### BMW 3200L і 3200S

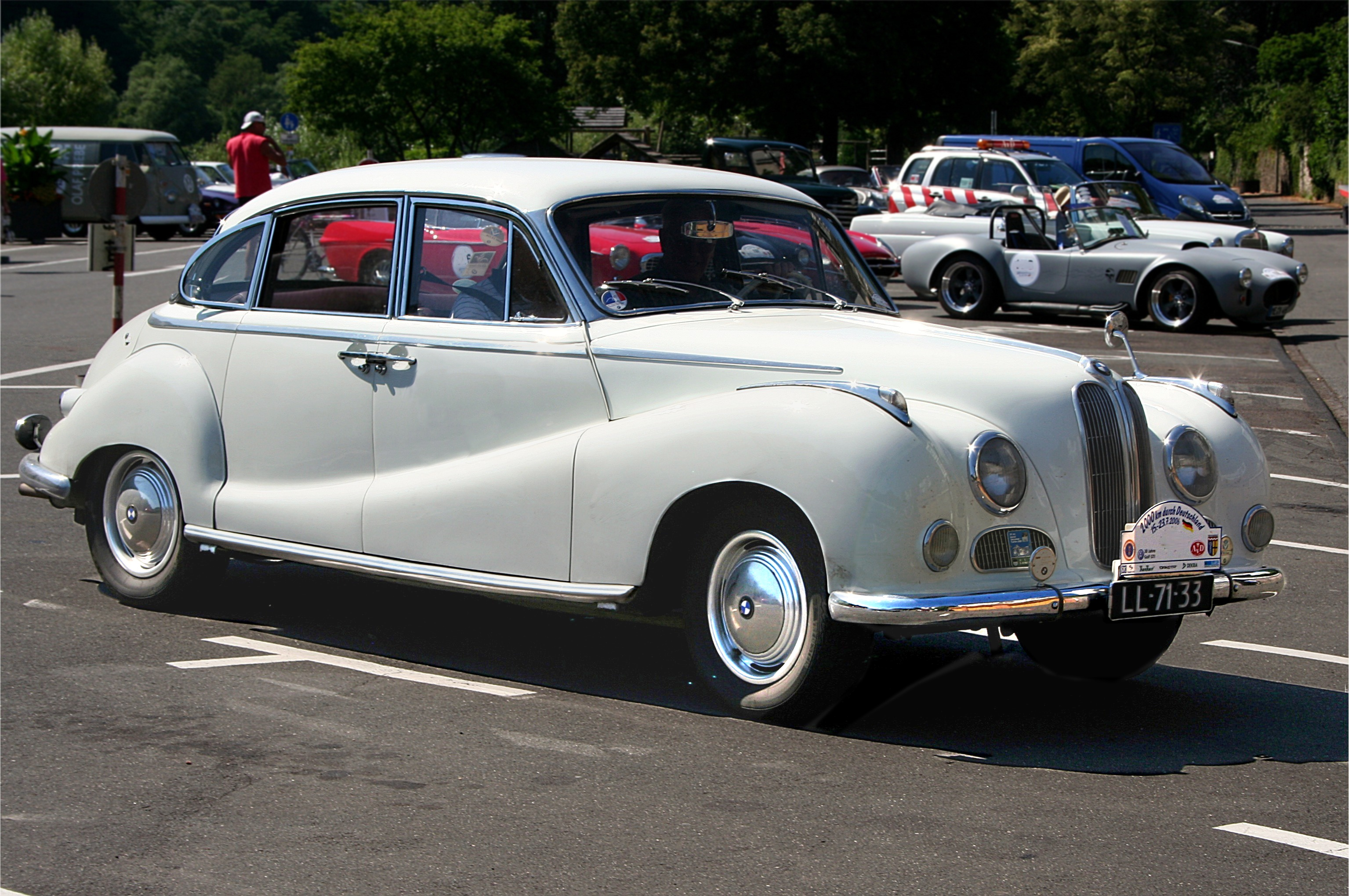
BMW 3200 L, 1962

У 1961 році 3.2 і 3.2 Super були замінені на 3200L і 3200S відповідно. 3200L мав один карбюраторний двигун, який виробляв 140 кінських сил (100 кВт), тоді як 3200S мав подвійний карбюраторний двигун, який виробляв 160 кінських сил (120 кВт) при 5600 обертах за хвилину.
У звіті про 3,2-літровий седан BMW оцінюється споживання 502 у 15 л/100 км.
Виробництво закінчилося в 1963 році.

### Двигуни
- 3168 cc M506/1 V8 120 к.с. (502 3.2)
- 3168 cc M503/1 V8 140 к.с. (3.2 Super)
- 3168 cc M506/140 V8 140 к.с. (3200L)
- 3168 cc M503/160 V8 160 к.с. (3200S)